# Luperina knilli
Luperina knilli är en fjärilsart som beskrevs av Charles Boursin 1964. Luperina knilli ingår i släktet Luperina och familjen nattflyn. Inga underarter finns listade i Catalogue of Life.